# فهرست توزیع‌های لینوکس

، گاهشمار ایجاد توزیع‌های گنو/لینوکس

این صفحه اطلاعاتی عمومی، دربارهٔ توزیع‌های برجستهٔ گنو/لینوکس، به صورت فهرستی رده‌بندی شده در اختیار می‌گذارد. توزیع‌ها در هر بخش، بر اساس توزیعی که بر پایهٔ آن ساخته شده‌اند، یا سامانه مدیریت بسته ای که از آن استفاده می‌کنند، مرتب شده‌اند.

## بر پایهگنو/لینوکس دبیان

درخت خانواده دبیان

گنو/لینوکس دبیان (به انگلیسی: Debian) یک توزیع لینوکس است که از نرم‌افزارهای آزاد و عمدتاً تحت پروانه عمومی همگانی گنو تشکیل شده است.
این توزیع دومین توزیع همچنان زنده لینوکس است که در سال ۱۹۹۳ میلادی پایه‌گذاری شده است. دبیان بیشتر از هر توزیع دیگری به عنوان پایه برای توسعه یک توزیع لینوکس جدید استفاده می‌شود و وبگاه دیستروواچ بیان می‌کند که تا سال ۲۰۱۴ میلادی ۱۳۸ توزیع بر پایهٔ دبیان تولید شده‌اند و فعال می‌باشند. هیچ‌کدام از انشعابهای دبیان به صورت رسمی وابسته به پروژه دبیان نمی‌باشند.
دبیان و توزیع‌های شکل گرفته بر پایهٔ دبیان، از deb (قالب پرونده) و مدیر بستهٔ Dpkg استفاده می‌کنند.
| نام توزیع                   | شرح |  |
| --------------------------- | --- |  |
| ۶۴ استودیو                  | به صورت تخصصی بر تولید صدا و تصویر بر روی ایستگاه‌های کاری x86-64 تمرکز کرده است. |  |
| اپتوسید                     | دیسک زنده چندزبانه با تمرکز بر روی رایانهٔ رومیزی که برپایهٔ نسخهٔ ناپایدار دبیان ساخته شده است. پیشتر نامش، سیدکس بود.                                                                             |  |
| آسترا لینوکس                | سیستم عامل توسعه یافته برای ارتش روسیه، که امنیت در آن بالا رفته است. |  |
| راهکار سیستم عامل Bharat    | این نرم‌افزار با نام گنو/لینوکس BOSS نیز شناخته می‌شود. این توزیع توسط مرکز منابع ملی هند برای نرم‌افزارهای آزاد توسعه یافته و توسط دولت هند، برای استفاده‌های ملی، توصیه می‌شود.                     |  |
| کانایما                     | یک توزیع ساخت دولت ونزوئلا که به صورت فراگیر در مدارس عمومی این کشور استفاده می‌شود. |  |
| کورل لینوکس                 | یک توزیع تجاری بود که عمر کوتاهی داشت. توسط زندروس خریداری شد. |  |
| کرانچ‌بنگ لینوکس             | یک توزیع و دیسک زندهٔ کوچک، که برپایهٔ نسخهٔ پایدار دبیان ساخته شده است، که شامل مدیر پنجره‌ی اپن باکس و برنامه‌های کاربری GTK+ است.                                                                  |  |
| دِووان                       | یک انشعاب از دبیان که در سال ۲۰۱۴ پس از اختلافات داخلی توسعه‌دهندگان دبیان بر سر مسئلهٔ سیستم‌دی به وجود آمد.                                                                                       |  |
| دریم لینوکس                 | یک توزیع برزیلی که توسعه‌اش از سال ۲۰۱۲ متوقف شده است. |  |
| ای‌لایو                      | یک توزیع و دیسک زنده که از میزکار انلایتمنت استفاده می‌کند و بر روی استفادهٔ آسان تمرکز کزده است.                                                                                                  |  |
| امدبیان گریپ                | یک توزیع کوچک برای استفاده بر روی سامانه‌های نهفته با منابع محدود. |  |
| فینیکس                      | یک دیسک زنده برای انجام کارهای مدیریت سیستم که برای معماری‌های مختلف در دسترس است. |  |
| گنیوسنس                     | این توزیع در ابتدا برپایهٔ اوبونتو بود و اکنون بر پایه دبیان. این توزیع با حمایت بنیاد نرم‌افزار آزاد توسعه داده می‌شود. هدف این توزیع کاربرپسند بودن، اما به شرط حذف تمام نرم‌افزارهای غیرآزاد است. |  |
| گرمل                        | دیسک زنده برای بازیابی سیستم. |  |
| هندی لینوکس                 | یک توزیع فرانسوی. برای افراد سالمندی که رایانه‌های قدیمی دارند توسعه داده شده است. |  |
| اینستنت وب‌کیوسک             | یک توزیع زنده که فقط مرورگر وب دارد و برای کیوسک‌های وب و صفحه‌های نمایش دیجیتالی ساخته شده است.                                                                                                   |  |
| کالی لینوکس                 | یک توزیع که کاملاً قابل شخصی‌سازی است. از آن برای آزمون نفوذ استفاده می‌شود. |  |
| فینیکس                      | |  |
| جبرالتر                     | |  |
| جی‌آرام‌ال                    | یک دیسک زده جهت system recovery |  |
| هیکارونکس                   | بر پایهٔ دمن اسمال لینوکس |  |
| جودی کلوآد                  | |  |
| کانوتیکس                    | یک دیسک زنده قابل نصب با میزکار کی‌دی‌ای. |  |
| کنوپیکس                     | نخستین توزیع دیسک زنده. |  |
| LEAF Project                | |  |
| لینسپایر                    | |  |
| ماامو                       | |  |
| مپیس                        | متمرکز روی «به‌کارگیری آسان». |  |
| Neopwn                      | |  |
| NepaLinux                   | |  |
| OpenZaurus                  | |  |
| Omnia XP                    | توزیعی با ظاهر مشابه ویندوز اکس‌پی |  |
| Outernet Server             | |  |
| پارسیکس                     | توزیع گنو/لینوکس برای رایانه‌های شخصی. |  |
| Progeny Componentized Linux | |  |
| سیدوکس                      | |  |
| Sunwah Linux                | یک توزیع چینی. |  |
| Symphony OS                 | با میز کار Mezzo. |  |
| The Linux Router Project    | |  |
| اوبونتو                     | یک توزیع حمایت‌شده توسط کنونیکال. با هدف ارائه سیستمی کامل بر روی یک سی‌دی. |  |
| زبیان                       | برای کنسول اکس‌باکس. |  |
| Tails                       | یک توزیع زنده (Live) با هدف حفظ امنیت و ناشناس ماندن. |  |

### بر پایه ناپیکس

درخت خانواده ناپیکس

ناپیکس خود توزیعی بر پایه دبیان است.
| نام توزیع     | شرح |
| ------------- | --- |
| Feather Linux | با یک سی‌دی یا یواس‌بی فلش بوت می‌شود.                                                                                   |
| وینکس کلاب    | |
| موسیکس        | توزیعی بر پایه کنوپیکس/دبیان، شامل ابزارهای موسیقی، گرافیکی، صدا، ویرایش فیلم و…                                      |
| PHLAK         | توزیعی امنیتی بر پایه Morphix. توسعه این توزیع متوقف شده است و توسعه دهندگان این توزیع را با توزیع بک‌ترک یکی کرده‌اند. |

### بر پایهاوبونتو

درخت خانواده اوبونتو

#### رسمی
این توزیع‌ها برپایه اوبونتو هستند و بسته‌هایی که به‌طور پیش‌فرض با نصب سیستم‌عامل روی رایانه نصب می‌شود، با اوبونتو متفاوت است، ولی چون مخزن مشترکی با اوبونتو دارند، می‌توان همه بسته‌هایی که برای اوبونتو ساخته شده، روی این توزیع‌ها نیز نصب کرد.
| نام توزیع              | شرح |
| ---------------------- | --- |
| اوبونتو                | ویژهٔ رایانه‌های سرویس‌دهنده.                                                                                                  |
| کوبونتو                | توزیعی رسمی بر پایه اوبونتو، با میزکار کی‌دی‌ای.                                                                              |
| زوبونتو                | توزیعی رسمی بر پایه اوبونتو با میزکار اکس‌اف‌سی‌ای برای رایانه‌های کم‌قدرت، یا کاربرانی که خواهان سرعت بالا برای سیستمشان هستند. |
| لوبونتو                | پروژه‌ای با هدف ساخت توزیعی سبک‌تر از اوبونتو، با میزکار LXDE.                                                                |
| ادوبونتو               | توزیعی متمرکز بر روی ابزارهای آموزشی، برای استفاده در مدارس یا خانه.                                                        |
| Gobuntu                | |
| Ubuntu JeOS            | |
| Ubuntu Mobile          | توزیعی برای تلفن همراه. |
| Ubuntu Netbook Edition | توزیعی برای به‌کارگیری روی نت‌بوک‌های دارای پردازنده Intel Atom.                                                               |

#### غیررسمی
| نام توزیع                                  | شرح                                                                                          |
| ------------------------------------------ | -------------------------------------------------------------------------------------------- |
| ABC GNU/Linux                              | بر پایه اوبونتو                                                                              |
| ArtistX                                    | بر پایه اوبونتو                                                                              |
| لینوکس بکترک                               | توزیعی امنیتی با ابزارهای نفوذی و امنیتی                                                     |
| Buddhabuntu                                | توزیعی برای بودایی‌ها                                                                         |
| BlankOn                                    |                                                                                              |
| Buildix                                    |                                                                                              |
| easypeasy                                  | برای نت‌بوک‌ها                                                                                 |
| eBox                                       |                                                                                              |
| Eeebuntu                                   |                                                                                              |
| Element OS                                 | بر پایه زوبونتو.                                                                             |
| Fluxbuntu                                  |                                                                                              |
| گنوسنس                                     | برای کاربرانی که تنها خواهان نرم‌افزارهای آزاد هستند.                                         |
| GeoBox                                     | بر پایه اوبونتو.                                                                             |
| GnackTrack                                 | بر پایه اوبونتو. با گنوم.                                                                    |
| گوبونتو                                    | توزیعی بر پایه اوبونتو که توسط شرکت گوگل استفاده می‌شود.                                      |
| gOS                                        | با میزکار گنوم و شبیه مک‌اواس ایکس.                                                           |
| Guadalinex                                 | بر پایه اوبونتو.                                                                             |
| Hiweed                                     | توزیعی چینی بر پایه اوبونتو.                                                                 |
| HP Mi (MIE)                                | بر پایه اوبونتو ۸٫۰۴، طراحی‌شده توسط Canonical و HP.                                          |
| Kuki Linux                                 | توزیعی سبک بر پایه اوبونتو.                                                                  |
| Leeenux Linux                              | بر پایه اوبونتو، برای Asus Eee PCهایی با سفحه نمایش ۷ اینچ.                                  |
| Linux4One                                  | بر پایه اوبونتو.                                                                             |
| لینوکس مینت                                | متمرکز روی کاربرپسند بودن                                                                    |
| LinuxMCE (Linux Media Center Edition)      | بر پایه کوبونتو.                                                                             |
| Longhorn Linux                             |                                                                                              |
| LOUD (LCSEE Optimized Ubuntu Distribution) | بر پایه اوبونتو.                                                                             |
| Maryan Linux                               | بر پایه اوبونتو. مناسب برای کاربران تازه‌مهاجرت‌کرده از ویندوز.                                |
| MAX                                        |                                                                                              |
| Molinux                                    | بر پایه اوبونتو.                                                                             |
| Moon OS                                    |                                                                                              |
| Netrunner                                  | توزیعی جدید با میزکار کی‌دی‌ای.                                                                |
| nUbuntu or Network Ubuntu                  | بر پایه اوبونتو.                                                                             |
| OpenGEU                                    | بر پایه اوبونتو. پیش از این Geubuntu نام داشت.                                               |
| زوبونتو                                    | با میزکارهای Xfce (پیش‌فرض) و GNOME.                                                          |
| Poseidon Linux                             | بر پایه اوبونتو برای استفاده‌های دانشگاهی و علمی.                                             |
| PSUbuntu                                   | اوبونتویی برای PlayStation 3.                                                                |
| سبیلی                                      | توزیعی بر پایه اوبونتو، برای کاربران مسلمان. پیش‌تر با نام Ubuntu Muslim Edition شناخته می‌شد. |
| Spri                                       | بر پایه اوبونتو برای رایانه‌های کم‌قدرت.                                                       |
| Super OS (formerly: Super Ubuntu)          |                                                                                              |
| تریسکل                                     | بر پایه اوبونتو و برای کاربرانی که تنها خواهان نرم‌افزارهای آزاد هستند.                       |
| TurnKey Linux Virtual Appliance Library    |                                                                                              |
| U-lite                                     |                                                                                              |
| Ubuntu Christian Edition                   | اوبونتویی با ابزارهای مرتبط با دین مسیحیت.                                                   |
| Ubuntu Complete Remix                      | LiveDVD                                                                                      |
| Ubuntu Mini Remix                          |                                                                                              |
| Ubuntu Minimal Desktop                     |                                                                                              |
| Ubuntu Rescue Remix                        | توزیعی زنده قابل اجرا از روی CD یا USB flash.                                                |
| Ubuntu Satanic Edition                     |                                                                                              |
| Ultimate Edition                           | نام پیشین: Ubuntu Ultimate، بر پایه اوبونتو.                                                 |
| XBMC Live                                  |                                                                                              |
| Ylmf OS                                    | بر پایه اوبونتو با طرحی مشابه ویندوز XP                                                      |
| Zenix                                      | جانشین Ubuntu Buddhist edition.                                                              |
| ZevenOS                                    | همانند بی اواس.                                                                              |

## بر پایهجنتو

درخت خانواده جنتو

| نام توزیع      | شرح                                                         |
| -------------- | ----------------------------------------------------------- |
| سابایون لینوکس | یک Live DVD قابل نصب با میزکارهای متعدد و ابزارهای گوناگون. |
| SystemRescueCD | System rescue Live CD.                                      |
| Tin Hat Linux  |                                                             |
| اوتوتو         | ساخت آرژانتین.                                              |

## بر پایه پک‌من

درخت خانواده آرچ

پک‌من (به انگلیسی: Pacman) یک مدیر بسته است که قابلیت تشخیص خودکار وابستگی‌ها و نصب آن‌ها را دارد.
| نام توزیع  | شرح |
| ---------- | --- |
| آرچ‌لینوکس  | بسته‌های دودویی در این توزیع با هدف معماری‌های i686 و x86-64 ساخته می‌شوند، تا سیستم مدرن بهینه‌ای را بسازند. آرچ لینوکس برای تاریخ انتشارش زمان‌بندی خاصی را مشخص نمی‌کند و در عوض از سیستم انتشار غلطان استفاده می‌کند، همراه با بسته‌های جدیدی که به‌طور روزانه فراهم می‌شود.                                 |
| Manjaro    | یک توزیع لینوکس بر پایه آرچ می‌باشد و به دلیل سرعت و امنیت و ویژگی‌های خاص، یک جایگزین مناسب برای توزیع‌های دیگر به‌شمار می‌آید. |
| DeLi Linux | |
| فروگل‌ور    | |
| UKnow4Kids | |
| پارچ       | پارچ‌لینوکس که کوتاه‌شده پارسی آرچ (به انگلیسی: Persian Arch) است، یک توزیع لینوکس مبتنی بر آرچ لینوکس است. هدف آن ارائه‌ی تجربه‌ای روان و کاربرپسند است، در حالی که قابلیت سفارشی‌سازی و عملکردی که آرچ لینوکس به آن مشهور است را حفظ می‌کند. هدف اصلی پارچ ایجاد محیطی راحت برای کابران پارسی‌زبان آرچ است. |

## بر پایه RPM

درخت خانواده ردهت

لینوکس ردهت و لینوکس سوزه توزیع‌های اصلی به‌کارگیرندهٔ مدیر بستهٔ RPM بودند.
| نام توزیع              | شرح |
| ---------------------- | --- |
| aLinux                 | |
| ALT Linux              | |
| Ark Linux              | |
| فدورا                  | یک توزیع Community-supported که توسط شرکت ردهت حمایت می‌شود. معمولاً تازه‌ترین ابزارها و فناوری‌های لینوکسی ابتدا در این توزیع دیده می‌شود.    |
| Lycoris Desktop/LX     | |
| مندریوا لینوکس         | با هدف به‌کارگیری آسان. به‌همراه Control Centerی که مختص همین توزیع است.                                                                    |
| PLD Linux Distribution | |
| لینوکس ردهت            | توزیعی بود که بعدها پروژه‌اش به دو پروژهٔ مجزای Fedora Core و ردهت انترپرایز لینوکس تقسیم شد. نسخه ۹ (آخرین نسخه) آن در مارس ۲۰۰۳ ارائه شد. |
| لینوکس سوزه            | ارائه توسط شرکت ناول. |
| Turbolinux             | بر پایه ردهت. |
| Vine Linux             | بر پایه ردهت. |
| YOPER                  | |

### بر پایهفدورا

درخت خانواده فدورا

| نام توزیع                | شرح                                                       |
| ------------------------ | --------------------------------------------------------- |
| لینوکس شریف              | بر پایه Fedora Core 4.                                    |
| Berry Linux              |                                                           |
| BLAG Linux and GNU       |                                                           |
| EduLinux                 | برای اهداف آموزشی.                                        |
| EnGarde Secure Linux     | مخصوص سرور متمرکز بر روی امن بودن.                        |
| K12LTSP                  | برای اهداف آموزشی.                                        |
| لینپاس (سیستم عامل)      | با هدف رفع نیاز کاربران آسیایی و پشتیبانی مناسب از یونیکد |
| Moblin                   |                                                           |
| MythDora                 | بر پایه Fedora.                                           |
| Network Security Toolkit | Live CD/DVD با ابزارهای امنیتی و شبکه.                    |
| Ojuba Linux              | متمرکز روی ابزارهای عربی و اسلامی.                        |
| ردهت انترپرایز لینوکس    | توزیعی تجاری که به‌طور رسمی توسط شرکت ردهت پشتیبانی می‌شود. |
| Russian Fedora Remix     |                                                           |
| Trustix                  | متمرکز روی امنیت.                                         |
| Xange                    | با هدف شبیه‌بودن با ویندوز ویستا، با میزکار KDE.           |
| Yellow Dog Linux         |                                                           |

### بر پایهردهت
بر پایه ردهت (RHEL):
| نام توزیع                  | شرح                                                                          |
| -------------------------- | ---------------------------------------------------------------------------- |
| Asianux                    |                                                                              |
| سنت‌اواس                    | یک توزیع Community-supported سازگار با ردهت بدون نرم‌افزارهای وابسته به مالک. |
| ClearOS                    |                                                                              |
| EVEREST Linux              | بر پایه Red Flag Linux..                                                     |
| Fermi Linux LTS            | بر پایه Scientific Linux.                                                    |
| Miracle Linux              |                                                                              |
| اوراکل لینوکس              | توسط شرکت Oracle پشتیبانی می‌شود.                                             |
| Red Flag Linux             | بر پایه Asianux.                                                             |
| Rocks Cluster Distribution | بر پایه ردهت انترپرایز لینوکس.                                               |
| ساینتیفیک لینوکس           | بر پایه ردهت انترپرایز لینوکس، توسط سرن و آزمایشگاه فرمی پشتیبانی می‌شود.     |
| SME Server                 | بر پایه CentOS.                                                              |
| TrixBox                    | بر پایه CentOS.                                                              |

### بر پایه مندریوا

درخت خانواده مندریوا

| نام توزیع          | شرح         |
| ------------------ | ----------- |
| blackPanther OS    |             |
| Caixa Mágica       |             |
| MCNLive            |             |
| پی‌سی‌لینوکس‌اواس     | یک Live CD. |
| Trinity Rescue Kit |             |

## بر پایه اسلکور

درخت خانواده اسلکور

| نام توزیع            | شرح                                                  |
| -------------------- | ---------------------------------------------------- |
| KateOS               |                                                      |
| Recovery Is Possible | لوح فشرده زنده برای system maintenance and recovery. |
| اسلکس                | یک لوح فشرده زنده پرطرفدار.                          |
| STUX                 | لوح فشرده زنده                                       |
| SuperGamer           |                                                      |
| فروگل‌ور              |                                                      |
| زن‌واک                |                                                      |

## دیگر توزیع‌ها
| نام توزیع           | شرح |
| ------------------- | --- |
| سیستم‌عامل گوگل کروم | سیستم‌عامل گوگل کروم یک سیستم‌عامل آزاد است که توسط گوگل برای کار با برنامه‌های تحت‌وب طراحی شده است. |
| پاردوس              | پاردوس سیستم‌عامل ملی کشور ترکیه می‌باشد که مدتی پیش جهت توسعه فرهنگ استفاده از سیستم‌عامل لینوکس در این کشور و نیز مهیا ساختن بستر انتقال جامعه نرم‌افزاری ترکیه به سمت جامعه متن باز و آزاد بوجود آمده و در حال توسعه می‌باشد. نام آن برگرفته از نام لاتین پلنگ آناتولی است. |
| پاپی لینوکس         | پاپی لینوکس یکی از توزیع‌های زندهٔ سیستم‌عامل گنو/لینوکس است که هدفش کوچکی و استفادهٔ آسان برای کاربران است. اگر رایانه شما حداقل دارای ۶۴ مگابایت حافظه باشد، کل سیستم‌عامل و تمام نرم‌افزارها از داخل حافظهٔ اصلی قابل اجرا هستند.                                             |
| قلم مکتب خانه       | سیستم عامل مخصوص مدارس ایران است که بر مبنای میز کار سوزه طراحی و بومی‌سازی یافته و در دست توسعه می‌باشد. |

## فهرست توزیع‌های گنو/لینوکس مورد تأیید بنیاد نرم‌افزارهای آزاد
بنیاد نرم‌افزار آزاد لیستی از توزیع‌های گنو/لینوکس را که تحت تعریف نرم‌افزار آزاد توسعه می‌یابند، تهیه و مورد تصدیق قرار داده است و به عبارتی دیگر، این توزیع‌ها مفهوم آزادی نرم‌افزار را به‌طور کامل برای ما به ارمغان می‌آورند. برای مثال، این توزیع‌ها فقط با بسته‌های نرم‌افزاری آزاد ارائه می‌شوند و بعضاً اجازه نصب نرم‌افزارهای غیر آزاد را به کاربر نمی‌دهند؛ و همچنین این توزیع‌ها بر پایهٔ هستهٔ لینوکس-لیبره می‌باشند و از هستهٔ لینوکس استفاده نمی‌نمایند.

### فهرست توزیع‌ها
| توزیع                  | بر پایه     | آخرین به‌روزرسانی | توضیح                                                                               |
| ---------------------- | ----------- | ---------------- | ----------------------------------------------------------------------------------- |
| توزیع سیستم گیکس       | مستقل       | ؟                | تحت حمایت پروژه گنو، استفاده از مدیر بسته گنو گیکس و سیستم راه‌انداز چوپان دیمن گنو. |
| بلگ (BLAG)             | فدورا       | ؟                | یک توزیع بر پایهٔ فدورا.                                                             |
| دراگورا (Dragora)      | -           | ؟                | یک توزیع مستقل، با توجه به مفهوم سادگی.                                             |
| داین‌بولیک (Dyne:bolic) | دبیان       | ؟                | تمرکز بر روی ویرایش فایل‌های صوتی و تصویری.                                          |
| گنوسنس                 | دبیان       | ؟                | یه توزیع با حمایت مالی از طرف بنیاد نرم‌افزارهای آزاد و بر پایهٔ دبیان.               |
| موسیکس                 | کنوپیکس     | ؟                | تأکید بر ویرایش صوتی.                                                               |
| پارابولا (Parabola)    | آرچ‌لینوکس   | ؟                | یک توزیع با تأکید بر مدیریت آسان و منعطف بسته‌ها در سیستم.                           |
| تریسکل                 | اوبونتو     | ۱ آوریل ۲۰۱۴     | توزیعی بر پایهٔ اوبونتو متناسب برای شرکت‌های کوچک، کاربران خانگی و مراکز آموزشی.      |
| اوتوتو                 | جنتو لینوکس | ؟                | اولین توزیع گنو/لینوکس کاملاً آزاد که مورد تأیید بنیاد گنو قرار گرفت.                |